# Abart (Philatelie)
Unter Abart versteht man eine Abweichung bei Briefmarken von Druck, Zähnung oder Gummierung von dem gewollten Ergebnis. In manchen Fällen haben solche Briefmarken einen gewissen Sammler- und Handelswert, der mitunter beträchtlich sein kann.

## Druckabarten

### Abklatsch
Ein Abklatsch ist ein seitenverkehrter mehr oder weniger genau aufrechtstehender Abdruck des Briefmarkenbildes auf der Rückseite der Briefmarke. Ein Abklatsch kann durch den Leerlauf von Druckmaschinen entstanden sein (die nächsten eingelegten Bögen erhalten einen Abklatsch). In diesem Fall nennt man ihn Maschinenabklatsch. Dieser ist immer deckungsgleich mit dem Bild auf der Vorderseite. Die zweite Art von Abklatschen bezeichnet der Philatelist als Bogenabklatsch. Dieser entsteht durch unzureichende Trocknung der Bögen während des Druckvorganges. Der Bogenabklatsch ist meist verschoben und nicht deckungsgleich zum Briefmarkenbild auf der Vorderseite.

### Aufdruckfehler
Aufdrucke werden gemacht, um den Frankaturwert einer Briefmarke zu ändern oder um zusätzliche/geänderte Informationen auf einer bestehenden Briefmarkenausgabe anzubringen.
Bei Aufdrucken auf Briefmarken kommt es häufig zu Fehlern. Die wichtigsten sind:
- Aufdruck auf einen falschen Wert einer Serie (Verwechslung)
- Kopfstehende Aufdrucke (Bogen verkehrt eingelegt)
- Fehlende Aufdrucke
- Gummiseitige Aufdrucke (Bogen falsch herum eingelegt)
- Doppelte Aufdrucke (vgl. Doppeldruck)
- Stark verschobene Aufdrucke
- Setz- und Plattenfehler (vgl. Plattenfehler)

### Druckgangausfall
Durch einen technischen Defekt bei der Druckmaschine kann es dazu kommen, dass eine oder mehrere Farben in der Zeichnung fehlen.

### Doppeldruck
Doppeldrucke entstehen durch ein zweimaliges Durchlaufen des Bogens durch die Druckmaschine. Bei Doppeldrucken ist das zweite Bild stets ein wenig verschoben.
Ab 1948 kam es bei den Ausgaben der BRD, Berlin und der DDR zum Teil häufig vor, dass bei mehrfarbigen Briefmarken nur eine Farbe doppelt gedruckt wurde. Diese Briefmarken werden jedoch häufig mit dem so genannten „Schmitzdruck“ verwechselt und werden auch nicht mehr BPP-geprüft.

### Farbfehldruck

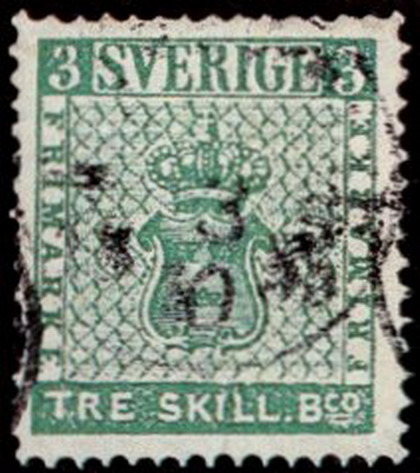
Tre Skilling Banco (Originaldruck)

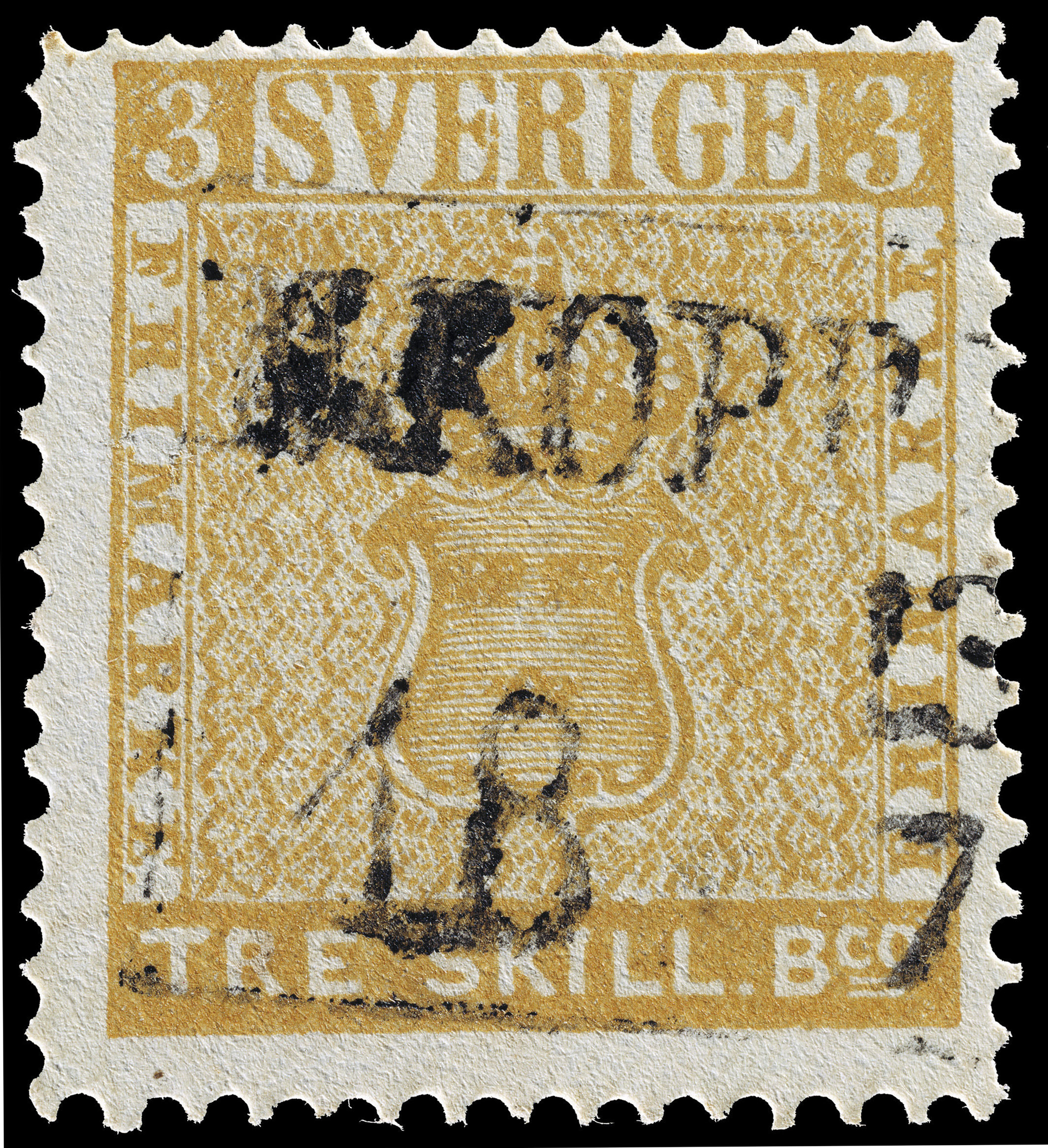
Tre Skilling Banco (Farbfehldruck)

Unter Farbfehldruck versteht man das Drucken einer Marke (oder eines Teils) in einer falschen Farbe. Es kann auch vorkommen, dass die Farben in einer falschen Abfolge gedruckt werden, so dass neue, zum Teil stark abweichende Farbnuancen entstehen.
Auch relativ häufig treten Farbfehldrucke mit verschobener Farbe auf. Dabei wird eine einzelne Farbe z. T. um einige Millimeter verschoben gedruckt. Bekannt ist hier der „Eisvogel mit Schneepelz“, eine Briefmarke der Schweiz, bei der dank verschobener Farbe ein abgebildeter Eisvogel auf dem Rücken einen breiten weißen Streifen zeigt.

### Gummiseitiger Druck
Ein bereits gummierter Bogen wird verkehrt in die Druckmaschine eingelegt. Dadurch erfolgt der Druck der Briefmarken auf der Gummiseite.

### Kopfstehender Druck

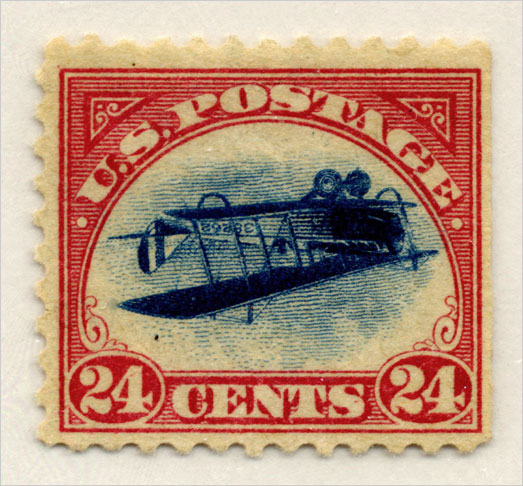
Beispiel für einen kopfstehenden Druck: Inverted Jenny.

Von einem kopfstehenden Druck spricht man, wenn ein Teil der Briefmarke (z. B. Flugzeug) kopfstehend in die Druckplatte gesetzt wurde und so dieser Teil auf der Briefmarke ebenfalls auf dem Kopf steht (Flugzeug fliegt verkehrt herum).

### Wasserzeichenabart
Unter einer Wasserzeichenabart versteht man den Druck der Briefmarken auf ein Papier mit einem Wasserzeichen, das gar nicht für diese Ausgabe vorgesehen war, sowie falsche Stellungen eines Wasserzeichens (z. B. kopfstehend) auf einer dafür vorgesehenen Briefmarkenausgabe. Die bekannteste Wasserzeichenabart der deutschen Briefmarken ist wohl das so genannte Vier-Pass Wasserzeichen aus der Inflationszeit des deutschen Reiches.

## Zähnungsabarten

### Teilzähnungen
Durch eine defekte Zähnungsmaschine kann es passieren, dass eine oder mehrere Seiten einer Briefmarke ungezähnt bleiben. Es kommt relativ häufig vor, dass einzelne Zahnlöcher nicht gestanzt werden (sogenannte Blindzähne).

### Verzähnungen
Durch nachlässiges und ungenaues Einlegen der bereits gedruckten Briefmarken in die Zähnungsmaschine kommt es zu kleineren oder größeren Verzähnungen. Dies bedeutet, dass die Zähnung nicht an den dafür gedachten Stellen verläuft, sondern mitunter mitten durch die Briefmarke.

### Größenunterschiede
Insbesondere im Bereich des Deutschen Reiches in der Pfennige/Pfennig- und der Krone/Adler-Serie kam es zu einigen massiven Größenunterschieden der Einzelmarken, wobei man grundsätzlich zwischen den vier verschiedenen Abarten schmal, verschmälert, verbreitert und breit unterscheidet.

## Druckausschuss
Im Normalfall werden solche Marken sofort aussortiert. Nur sehr selten können solche Briefmarken durch die Kontrollen schlüpfen.
Zum Druckausschuss zählen vor allem Besonderheiten wie zum Beispiel umgeknickte Papierbogen, durch Fremdgegenstände in der Druckmaschine erzeugte Abarten etc.